# Clay County (Kansas)
Clay County je okres ve státě Kansas v USA. K roku 2010 zde žilo 8 535 obyvatel. Správním městem okresu je Clay Center. Celková rozloha okresu činí 1 698 km². Byl pojmenován podle Henryho Claye.